# Torre d'en Penjat
La torre de defensa costanera d'En Penjat, anomenada torre Stuart pels britànics a l'època de la seva dominació britànica de Menorca, és una torre de tipus Martello construïda sobre el turó del Turc al costat del fort Marlborough a la cala Sant Esteve. Va ser construïda pels anglesos l'any 1789. És una de les poques a les quals es pot accedir i està en bon estat. Servia per a protegir l'entrada del port de Maó. Pertany al Ministeri de Defensa d'Espanya.
El seu nom oficial, en ser construïda, va ser torre Stuart, ja que qui va manar fer-la va ser el general Stuart, governador britànic de Menorca en 1798. Poc després va adoptar el nom popular menorquí del Penjat, que fa referència al puig sobre el qual es troba, el puig del Penjat. En realitat el nom originari del puig era del Turc, però va prendre el nom popular de El Penjat perquè era on estava situada la forca a la qual s'ajusticiava als condemnats del castell de Sant Felip.
Al segle xviii, durant la primera dominació britànica de Menorca, els britànics van construir la fortalesa Marlborough al port de Maó, però aquesta va patir dos forts setges que els van fer perdre temporalment el domini del port i de l'illa. Així, el 1781, durant segon domini britànic, van reforçar i reestructurar el fort. El cap d'enginyers capità Robert d'Arcy va dissenyar i construir la torre d'en Penjat i la va unir al fort per un parapet de pedra, de manera que a partir d'ençà gaudirien del fort Marlborough reestructurat, del castell de Sant Felip i a més també de la torre d'en Penjat com a pols fortificats al port.

## Arquitectura
Es tracta d'una torre tipus Martello, molt repetida pels anglesos. Tenia la finalitat de defensar l'artilleria de costa que se situava a la terrassa superior. Aquesta torre tenia dues plantes i una terrassa superior.
Les seves dimensions permetien allotjar una petita guarnició amb queviures per resistir un setge d'una desena de dies.
La planta baixa a nivell del sòl es dividia en diferents estances: un recanvi de pólvora, un magatzem de queviures, un recanvi d'armes i un aljub soterrat.
A la primera planta, la principal, hi havia l'accés des de l'exterior i es dividia en dos allotjaments; un per l'oficial i l'altra per la tropa. Des d'aquest nivell s'accedia mitjançant una escala de cargol a la terrassa situada prop de la porta principal. A l'extrem oposat hi havia una escala que duia a la planta baixa.
La terrassa superior era la plataforma artillera i des d'on es defensava.
Per la part de terra la torre estava protegida per un fossat i per dos murs que es perllongaven cap a la mar. El mur que partia cap al nord arribava al Fort Malborough.
Anys més tard la torre va patir modificacions com un accés per la planta baixa, un local al fossat i un observatori a la terrassa.
La Torre va passar de ser un lloc per situar-hi artilleria a un espai per vigilar la costa.

## Restauració
La torre d'en Penjat va ser restaurada l'any 1989, es va netejar el fossat, es va fer la demolició de l'edifici adossat a la torre i es va tancar l'accés de la planta baixa per habilitar l'accés original per la primera planta. Es va col·locar una escala de ferro i una porta nova en aquesta entrada.
A la terrassa superior es va desfer una cambra per allotjar artilleria construïda el 1947.
Amb aquestes modificacions la torre va quedar amb el seu disseny original segons el plànol de 1798.